# Björn Thors
Björn Thors (né le 12 janvier 1978) est un acteur et réalisateur islandais.

## Filmographie

### Cinéma
- 2002 : Reykjavik Guesthouse: Rent a Bike (réalisateur)
- 2012 : Frost : Gunnar
- 2012 : Survivre de Baltasar Kormákur : Hannes
- 2014 : París Norðursins de Hafsteinn Gunnar Sigurðsson : Hugi
- 2022 : The Way of the Wind de Terrence Malick

### Télévision
- 2009 : Fangavaktin : Kenneth Máni
- 2012 : Pressa : Viktor
- 2017 : Fangar : Breki
- 2020 : Les Meurtres de Valhalla : Arnar
- 2021 : Katla : Darri

## Récompenses et distinctions
- Edda Award 2010 du meilleur second rôle dans Fangavaktin[1]